# Gabrielle Roy
Gabrielle Roy (22 martie, 1909 – 13 iulie, 1983) a fost un scriitor canadian.